# Gorenje Laknice
Gorenje Laknice – wieś w Słowenii, w gminie Mokronog-Trebelno. W 2018 roku liczyła 102 mieszkańców.